# Лоруп
Лоруп (нем. Lorup) — община в Германии, в земле Нижняя Саксония.
Входит в состав района Эмсланд. Подчиняется управлению Верльте. Население составляет 3182 человека (на 31 декабря 2010 года). Занимает площадь 51,22 км².

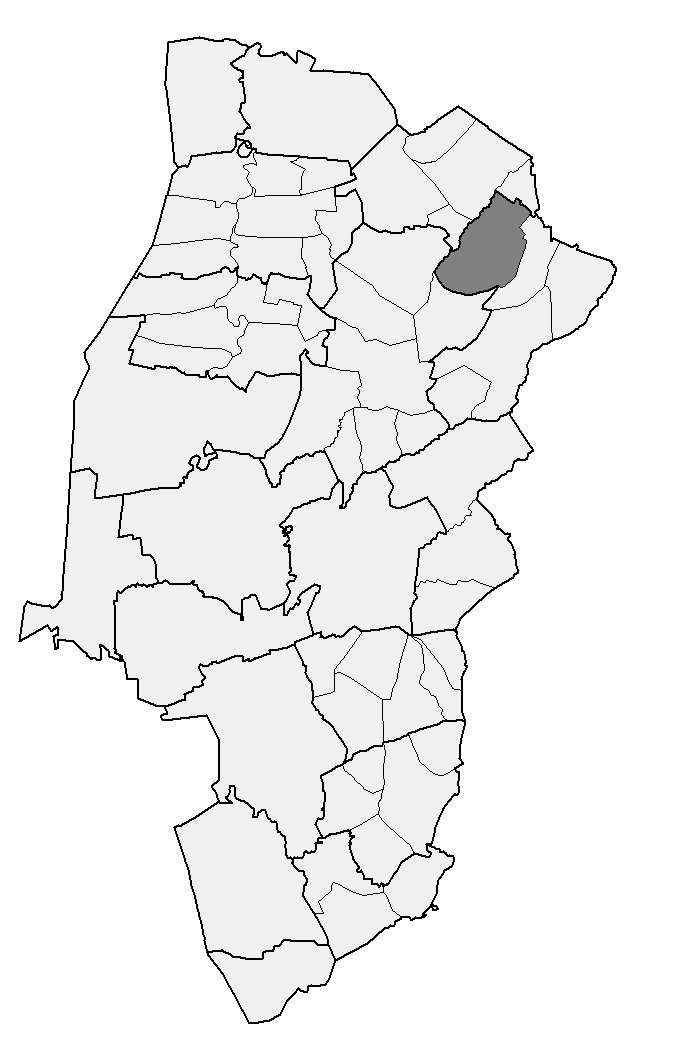
Лоруп

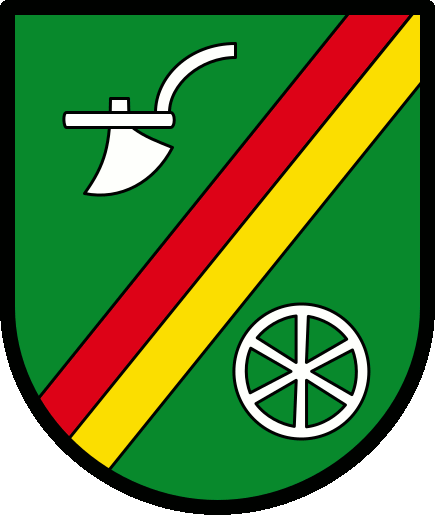
Лоруп

| Год  | Население |
| ---- | --------- |
| 1990 | 2320      |
| 1995 | 2775      |
| 2000 | 2884      |
| 2005 | 2995      |
| 2010 | 3050      |